# گرگ هافمن
گِرِگ هافمَن (انگلیسی: Gregg Hoffman؛ ‏۱۱ ژوئن ۱۹۶۳ – ۴ دسامبر ۲۰۰۵) یک تهیه‌کننده اهل ایالات متحده آمریکا بود.

## بخشی از فیلمشناسی
- (۲۰۰۳) - جرج جنگل ۲
- (۲۰۰۴) - اره
- (۲۰۰۵) - اره ۲
- (۲۰۰۶) - اره ۳
- (۲۰۰۷) - اره ۴
- (۲۰۰۷) - سکوت مطلق
- (۲۰۰۸) - اره ۵
- (۲۰۰۹) - اره ۶
- (۲۰۱۰) - اره ۷
- (۲۰۰۸) - گوردخمه
- (۲۰۱۷) - جیگسا